# Алмазовцы
Запорожский конно-горный пушечный дивизион (укр. Запорізький кінногірський гарматний дивізіон), он же Конно-горный дивизион полковника Алмазова (укр. Кінно-гірний дивізіон полковника Алмазова), известный под прозвищем «Алмазовцы» (укр. Алмазівці) — артиллерийский дивизион в составе Армии УНР, существовавший с 1917 по 1923 годы. Командиром был полковник А. Д. Алмазов.

## История
В 1917 году капитан РИА Алексей Дмитриевич Алмазов организовал в Киеве пушечный дивизион двухбатарейного состава. С 1 января 1918 года он был назначен командиром отдельной конно-горной батареи войск Центральной Рады, которая участвовала в сражениях против красногвардейцев. В марте 1918 года батарею преобразовали в Запорожский конно-горный пушечный дивизион отдельной Запорожской дивизии войск Украинской Центральной Рады. В армии УНР он был известен под сокращённым названием «алмазовцы» по фамилии командира.
В начале апреля 1918 года дивизион вошёл в состав Крымской группы армии УНР, которая должна была занять Крым и взять под контроль корабли Черноморского флота России раньше войск Германии. Позднее дивизион действовал в составе Запорожского корпуса армии УНР в следующих сражениях:
- июнь — ноябрь 1918, бои на юго-восточной границе УНР
- февраль — март 1919, сражения против РККА в районе Винницы, Проскурова и Житомира
- август 1919, наступление Действующей армии УНР и УГА на Киев
- сентябрь — ноябрь 1919, бои против «белых» (войска под командованием А. И. Деникина) и красноармейцев
- декабрь 1919 — май 1920, участие в Первом зимнем походе Действующей армии УНР.

В конце 1919 — начале 1920 годов дивизион временно был в составе 3-й Железной стрелковой дивизии армии УНР. В марте 1920 года дивизион вошёл в 1-ю Запорожскую дивизию, на тот момент насчитывал 50 сабель, 5 горных орудий и 6 станковых пулемётов. В июле — сентябре 1920 года участвовал в боях против Красной армии на Тернопольщине, 21 ноября 1920 года в районе Подволочиска отступил за Збруч. На территории Польши вся Запорожская дивизия вместе с генералом Алмазовым была интернирована.
В ноябре 1921 года остатки бойцов дивизии и артиллерийского дивизиона алмазовцев участвовал во Втором Зимнем походе. Последний торжественный парад на Пасху 1923 года состоялся в местечке Лобзове под Краковом.